# Siria ai Giochi della XXX Olimpiade
La Siria ha partecipato ai Giochi della XXX Olimpiade di Londra che si sono svolti dal 27 luglio al 12 agosto 2012. È stata la 12ª partecipazione degli atleti siriani ai giochi olimpici estivi dal debutto nell'edizione di Londra 1948.
Gli atleti della delegazione siriana sono stati 10 (6 uomini e 4 donne), in 7 discipline. Alla cerimonia di apertura il portabandiera è stato Majed Aldin Ghazal, il atleta specializzato nel salto in alto; nessun portabandiera ha presenziato alla cerimonia di chiusura.
A causa della guerra civile siriana in corso durante i giochi olimpici, la partecipazione della delegazione è stata messa in discussione parecchie volte. Il presidente del Comitato Olimpico Siriano ha tuttavia sempre confermato la partecipazione, mentre gli atleti hanno rifiutato ogni commento sulla situazione politica del proprio Paese. I tifosi al seguito della delegazione hanno sventolato la bandiera Ba'athista inneggiando slogan a favore del governo Siriano.
Nel corso della manifestazione la Siria non ha ottenuto alcuna medaglia.

## Partecipanti
| Sport             | Uomini | Donne | Totale |
| ----------------- | ------ | ----- | ------ |
| Atletica Leggera  | 1      | 1     | 2      |
| Ciclismo          | 1      | 0     | 1      |
| Equitazione       | 1      | 0     | 1      |
| Nuoto             | 1      | 1     | 2      |
| Pugilato          | 1      | 0     | 1      |
| Sollevamento Pesi | 1      | 1     | 2      |
| Tiro              | 0      | 1     | 1      |
| Totale            | 6      | 4     | 10     |

## Atletica leggera
| Q | Qualificato al turno successivo per la posizione in qualificazione                                                           |
| q | Qualificato per il turno successivo per ripescaggio o, negli eventi su campo, conquistando la misura minima per qualificarsi |

### Maschile
Eventi su campo
| Atleta             | Evento        | Qualifica | Qualifica | Finale          | Finale          |
| Atleta             | Evento        | Distanza  | Posizione | Distanza        | Posizione       |
| ------------------ | ------------- | --------- | --------- | --------------- | --------------- |
| Majed Aldin Ghazal | Salto in alto | 2,16 m    | 28°       | non qualificato | non qualificato |

### Femminile
Eventi di corsa su pista e strada
| Atleta            | Evento         | Batteria  | Batteria  | Semifinale      | Semifinale      | Finale          | Finale          |
| Atleta            | Evento         | Risultato | Posizione | Risultato       | Posizione       | Risultato       | Posizione       |
| ----------------- | -------------- | --------- | --------- | --------------- | --------------- | --------------- | --------------- |
| Ghfran Almouhamad | 400 m ostacoli | 58"09     | DSQ *     | non qualificata | non qualificata | non qualificata | non qualificata |

* Ghfran Almouhamad è stata squalificata il 7 agosto 2013 dopo essere risultata negativa alla Dimetilamilamina nel corso di un controllo anti-doping.

## Ciclismo

### Ciclismo su strada
Maschile
| Atleta       | Evento         | Tempo | Classifica |
| ------------ | -------------- | ----- | ---------- |
| Omar Hasanin | Corsa in linea | DNF   | —          |

## Equitazione

### Salto ostacoli
| Atleta             | Cavallo   | Gara        | Qualificazione | Qualificazione | Qualificazione | Qualificazione | Qualificazione | Qualificazione  | Qualificazione  | Qualificazione  | Finale          | Finale          | Finale          | Finale          | Finale          | Totale   | Totale    |
| Atleta             | Cavallo   | Gara        | 1º turno       | 1º turno       | 2º turno       | 2º turno       | 2º turno       | 3º turno        | 3º turno        | 3º turno        | Round A         | Round A         | Round B         | Round B         | Round B         | Totale   | Totale    |
| Atleta             | Cavallo   | Gara        | Penalità       | Posizione      | Penalità       | Totale         | Posizione      | Penalità        | Totale          | Posizione       | Penalità        | Posizione       | Penalità        | Totale          | Posizione       | Penalità | Posizione |
| ------------------ | --------- | ----------- | -------------- | -------------- | -------------- | -------------- | -------------- | --------------- | --------------- | --------------- | --------------- | --------------- | --------------- | --------------- | --------------- | -------- | --------- |
| Ahmad Saber Hamcho | Wonderboy | Individuale | 1              | =33° Q         | 29             | 30             | 62°            | non qualificato | non qualificato | non qualificato | non qualificato | non qualificato | non qualificato | non qualificato | non qualificato | 30       | 62°       |

## Nuoto e sport acquatici

### Nuoto
Maschile
| Atleta         | Evento     | Batterie | Batterie   | Semifinali      | Semifinali      | Finale          | Finale          |
| Atleta         | Evento     | Tempo    | Classifica | Tempo           | Classifica      | Tempo           | Classifica      |
| -------------- | ---------- | -------- | ---------- | --------------- | --------------- | --------------- | --------------- |
| Azad Al-Barazi | 100 m rana | 1'03"48  | 39º        | non qualificato | non qualificato | non qualificato | non qualificato |

Femminile
| Atleta      | Evento             | Batterie | Batterie   | Semifinali      | Semifinali      | Finalekm        | Finalekm        |
| Atleta      | Evento             | Tempo    | Classifica | Tempo           | Classifica      | Tempo           | Classifica      |
| ----------- | ------------------ | -------- | ---------- | --------------- | --------------- | --------------- | --------------- |
| Bayan Jumah | 100 m stile libero | 59"78    | 40ª        | non qualificata | non qualificata | non qualificata | non qualificata |

## Pugilato
Maschile
| Atleta          | Evento              | Sedicesimi                 | Ottavi di finale     | Quarti di finale     | Semifinali           | Finale               | Pos. |
| Atleta          | Evento              | Avversario Risultato       | Avversario Risultato | Avversario Risultato | Avversario Risultato | Avversario Risultato | Pos. |
| --------------- | ------------------- | -------------------------- | -------------------- | -------------------- | -------------------- | -------------------- | ---- |
| Wessam Salamana | Pesi gallo (-56 kg) | K. Abutalipov (KAZ) P 7–15 | non qualificato      | non qualificato      | non qualificato      | non qualificato      | 17°  |

## Sollevamento pesi
Maschile
| Atleta        | Evento  | Strappo   | Strappo    | Slancio   | Slancio    | Totale | Classifica |
| Atleta        | Evento  | Risultato | Classifica | Risultato | Classifica | Totale | Classifica |
| ------------- | ------- | --------- | ---------- | --------- | ---------- | ------ | ---------- |
| Ahed Joughili | -105 kg | 180 kg    | 8º         | 218 kg    | 5º         | 398 kg | 6º         |

Femminile
| Atleta       | Evento | Strappo   | Strappo    | Slancio   | Slancio    | Totale | Classifica |
| Atleta       | Evento | Risultato | Classifica | Risultato | Classifica | Totale | Classifica |
| ------------ | ------ | --------- | ---------- | --------- | ---------- | ------ | ---------- |
| Thuraia Sobh | -75 kg | 86 kg     | 11ª        | 115 kg    | 11ª        | 201 kg | 11ª        |

## Tiro a segno/volo
Femminile
| Atleta          | Evento                      | Qualificazione | Qualificazione | Finale          | Finale          |
| Atleta          | Evento                      | Punteggio      | Classifica     | Punteggio       | Classifica      |
| --------------- | --------------------------- | -------------- | -------------- | --------------- | --------------- |
| Raya Zin Aldden | Carabina 10m aria compressa | 388            | 50ª            | non qualificata | non qualificata |